# Lorenzo Bertini
Pour les articles homonymes, voir Bertini.
Lorenzo Bertini, né le 1er juin 1976 à Pontedera, est un rameur italien.

## Palmarès

### Jeux olympiques
- 2004 à Athènes,  Grèce
  -  Médaille de bronze en quatre de pointe poids légers

### Championnats du monde
- 1995 à Tampere,  Finlande
  -  Médaille de bronze en quatre de couple poids légers
- 1996 à Glasgow,  Royaume-Uni
  -  Médaille d'or en quatre de couple poids légers
- 1998 à Cologne,  Allemagne
  -  Médaille d'or en quatre de couple poids légers
- 1999 à Saint Catharines,  Canada
  -  Médaille de bronze en huit barré
- 2002 à Séville,  Espagne
  -  Médaille d'argent en quatre de pointe poids légers
- 2003 à Milan,  Italie
  -  Médaille de bronze en quatre de pointe poids légers
- 2005 à Gifu,  Japon
  -  Médaille de bronze en quatre de pointe poids légers
- 2007 à Munich,  Allemagne
  -  Médaille d'argent en skiff poids légers
- 2009 à Poznań,  Pologne
  -  Médaille d'or en quatre de couple poids légers
- 2010 à Karapiro,  Nouvelle-Zélande
  -  Médaille d'argent en deux de couple poids légers
- 2011 à Bled,  Slovénie
  -  Médaille de bronze en deux de couple poids légers

### Championnats d'Europe
- 2008 à Athènes,  Grèce
  -  Médaille d'argent en deux de couple poids légers
- 2009 à Brest,  Biélorussie
  -  Médaille d'argent en deux de couple poids légers
- 2013 à Plovdiv,  Bulgarie
  -  Médaille d'or en deux de couple poids légers

### Jeux méditerranéens
- 2005 à Almería,  Espagne
  -  Médaille de bronze en skiff poids légers